# 大島信生
大島 信生（おおしま のぶお、1957年12月 - ）は、日本の国文学者・国語学者。専門は上代文学・国文法。学位は、博士（文学）（奈良女子大学・論文博士・2008年）。皇學館大学文学部国文学科教授。

## 来歴
福岡県出身。1980年に天理大学文学部を卒業。1982年に皇學館大学大学院文学研究科博士前期課程を修了（文学修士）。1985年に同大学院文学研究科博士後期課程単位取得満期退学。
1987年に同文学部助手、1992年に同専任講師、1998年に同助教授（2007年に同准教授）、2009年に皇學館大學文学部教授。
2008年2月に奈良女子大学より博士（文学）の学位を取得。

## 著書

### 単著
- 『万葉集の表記と訓詁』（おうふう、2008）ISBN 9784273035068

### 共著
- （坂本信幸・丸山顕徳・寺川真知夫）『論集古代の歌と説話』（和泉書院、1990）ISBN 4870884488
- （美夫君志会）『万葉史を問う』新典社研究叢書123（新典社、1999）ISBN 4787941232
- （神野志隆光・坂本信幸）『セミナー 万葉の歌人と作品〈第4巻〉大伴旅人・山上憶良（一）』（和泉書院、2000）ISBN 4757600461
- （西宮一民）『上代語と表記』（おうふう、2000）ISBN 4273031515
- （中世神道語彙研究会）『神道資料叢刊十　日本書紀私見聞』（皇學館大学神道研究所、2004）
- （齋藤平・大池茂樹）『津波記念碑の社会言語学的研究及び書学的研究』（皇學館大学、2006）

### 講演録
- 『万葉集のことば』（皇學館大学講演叢書第114輯）（皇學館大学出版部、2005）
- 『伊勢の神宮と万葉集』（伊勢神宮崇敬会講演録12）（伊勢神宮崇敬会、2005）
- 『大伯皇女』（皇學館大学講演叢書）（皇學館大学出版部、2011）

### 論文
- Cinii